# کلارک اسمیت (شناگر)

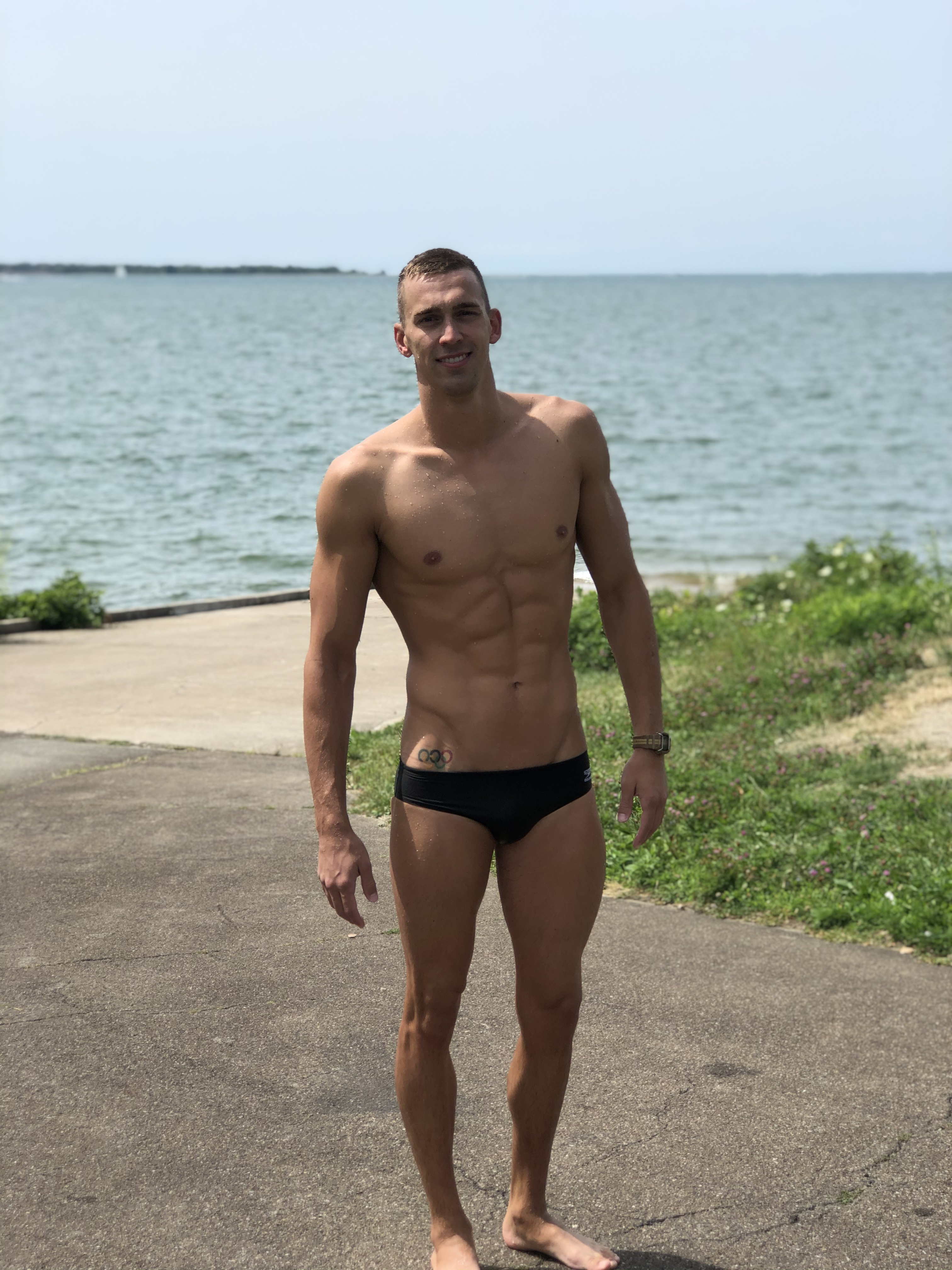
کلارک اسمیت در سال ۲۰۲۰

کلارک اسمیت (انگلیسی: Clark Smith؛ زادهٔ ۱۷ آوریل ۱۹۹۵) شناگر اهل ایالات متحده آمریکا است.
وی در مسابقات کشوری و بین‌المللی در مجموع برندهٔ ۱ مدال طلا، ۱ مدال برنز شده‌است.